# 四(三氟甲基)铅
四(三氟甲基)铅是一种有机铅化合物，化学式为Pb(CF3)4。它可由氯化铅和六氟乙烷等离子体反应制得，或由四苯基铅（或四对甲苯基铅）和四(三氟甲基)锡在80 °C反应得到。